# Ёлзово
Ёлзово — деревня в Самойловском сельском поселении Бокситогорского района Ленинградской области.

## История
ЕЛЗОВО — деревня Фомкинского общества, прихода Волокославского погоста. 

Крестьянских дворов — 3. Строений — 9, в том числе жилых — 4. Молочная лавка. Жители занимаются рубкой, возкой и сплавом леса.

Число жителей по семейным спискам 1879 г.: 5 м. п., 13 ж. п.; по приходским сведениям 1879 г.: 8 м. п., 11 ж. п.

В конце XIX — начале XX века деревня административно относилась к Анисимовской волости 5-го земского участка 3-го стана Тихвинского уезда Новгородской губернии.

ЕЛЗОВО — деревня Фомкинского общества, число дворов — 5, число домов — 6, число жителей: 14 м. п., 17 ж. п.; Занятия жителей: земледелие, лесные промыслы. (1910 год)

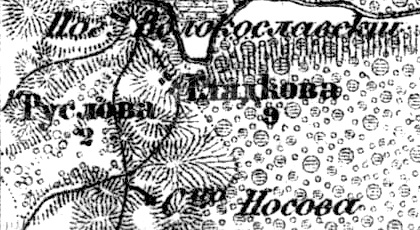
Земли деревни Ёлзово на карте 1917 года

По данным 1933 года деревня Ёлзово входила в состав Анисимовского сельсовета Ефимовского района Ленинградской области.
По данным 1966, 1973 и 1990 годов деревня Ёлзово входила в состав Анисимовского сельсовета Бокситогорского района.
В 1997 году в деревне Ёлзово Анисимовской волости проживали 9 человек, в 2002 году — 6 человек (все русские).
В 2007 году в деревне Ёлзово Анисимовского СП проживали 5 человек, в 2010 году — 2.
В 2014 году Анисимовское сельское поселение вошло в состав Самойловского сельского поселения Бокситогорского района.

## География
Деревня расположена в юго-западной части района на автодороге 41К-034 (Пикалёво — Колбеки).
Расстояние до деревни Анисимово — 4 км.
Расстояние до ближайшей железнодорожной станции Пикалёво — 28 км.

## Демография
| 1997 | 2002 | 2007 | 2010 | 2017 |
| ---- | ---- | ---- | ---- | ---- |
| 9    | ↘6   | ↘5   | ↘2   | ↘1   |